# Малайка Мігамбо
Малайка Мігамбо (нім. Malaika Mihambo, нар. 3 лютого 1994) — німецька легкоатлетка, яка спеціалізується у стрибках у довжину, чемпіонка світу та Європи. Учасниця Олімпійських ігор (2016, 4 місце).
Мати спортсменки родом із Танзанії, а батько — з Німеччини.
На світовій першості-2019 виграла змагання зі стрибків у довжину з найкращим результатом сезону в світі (7,30).
Влітку 2020 переїхала до США для тренування під керівництвом чотириразового олімпійського чемпіона у стрибках у довжину Карла Льюїса.

## Кар'єра
| Рік                   | Змагання                       | Місце проведення           | Місце                 | Дисципліна            | Результат             | Примітки              |
| Представник Німеччина | Представник Німеччина          | Представник Німеччина      | Представник Німеччина | Представник Німеччина | Представник Німеччина | Представник Німеччина |
| --------------------- | ------------------------------ | -------------------------- | --------------------- | --------------------- | --------------------- | --------------------- |
| 2011                  | Чемпіонат світу серед юнаків   | Лілль, Франція             | 9                     | стрибки у довжину     | 5.81 м                |                       |
| 2012                  | Чемпіонат світу серед юніорів  | Барселона, Іспанія         | 14 (кв.)              | стрибки у довжину     | 6.15 м                |                       |
| 2013                  | Чемпіонат Європи серед юніорів | Рієті, Італія              | 1                     | стрибки у довжину     | 6.70 м                |                       |
| 2013                  | Чемпіонат світу                | Москва, Росія              | 18 (кв.)              | стрибки у довжину     | 6.49 м                |                       |
| 2014                  | Командний чемпіонат Європи     | Брауншвейг, Німеччина      | 1                     | стрибки у довжину     | 6.90 м                | CR                    |
| 2014                  | Чемпіонат Європи               | Цюрих, Швейцарія           | 4                     | стрибки у довжину     | 6.65 м                |                       |
| 2015                  | Чемпіонат Європи серед молоді  | Таллінн, Естонія           | 1                     | стрибки у довжину     | 6.73 м                |                       |
| 2015                  | Чемпіонат світу                | Пекін, Китай               | 6                     | стрибки у довжину     | 6.79 м                |                       |
| 2016                  | Чемпіонат Європи               | Амстердам, Нідерланди      | 3                     | стрибки у довжину     | 6.65 м                |                       |
| 2016                  | Олімпійські ігри               | Ріо-де-Жанейро, Бразилія   | 6                     | стрибки у довжину     | 6.79 м                |                       |
| 2018                  | Чемпіонат світу в приміщенні   | Бірмінгем, Велика Британія | 5                     | стрибки у довжину     | 6.64 м                |                       |
| 2018                  | Чемпіонат Європи               | Берлін, Німеччина          | 1                     | стрибки у довжину     | 6.75 м                |                       |
| 2018                  | Континентальний кубок ІААФ     | Острава, Чехія             | 3                     | стрибки у довжину     | 6.86 м                |                       |
| 2019                  | Чемпіонат Європи в приміщенні  | Глазго, Велика Британія    | 4                     | стрибки у довжину     | 6.83 м                |                       |
| 2019                  | Командний чемпіонат Європи     | Бидгощ, Польща             | 1                     | стрибки у довжину     | 7.11 м                |                       |
| 2019                  | Чемпіонат світу                | Доха, Катар                | 1                     | стрибки у довжину     | 7.30 м                | WL                    |
| 2021                  | Чемпіонат Європи в приміщенні  | Торунь, Польща             | 2                     | стрибки у довжину     | 6.88 м                |                       |
| 2021                  | Олімпійські ігри               | Токіо, Японія              | 1                     | стрибки у довжину     | 7.00 м                |                       |
| 2022                  | Чемпіонат світу                | Юджин, США                 | 1                     | стрибки у довжину     | 7.12 м                |                       |
| 2022                  | Чемпіонат Європи               | Мюнхен, Німеччина          | 2                     | стрибки у довжину     | 7.03 м                |                       |